# Morgenleithe

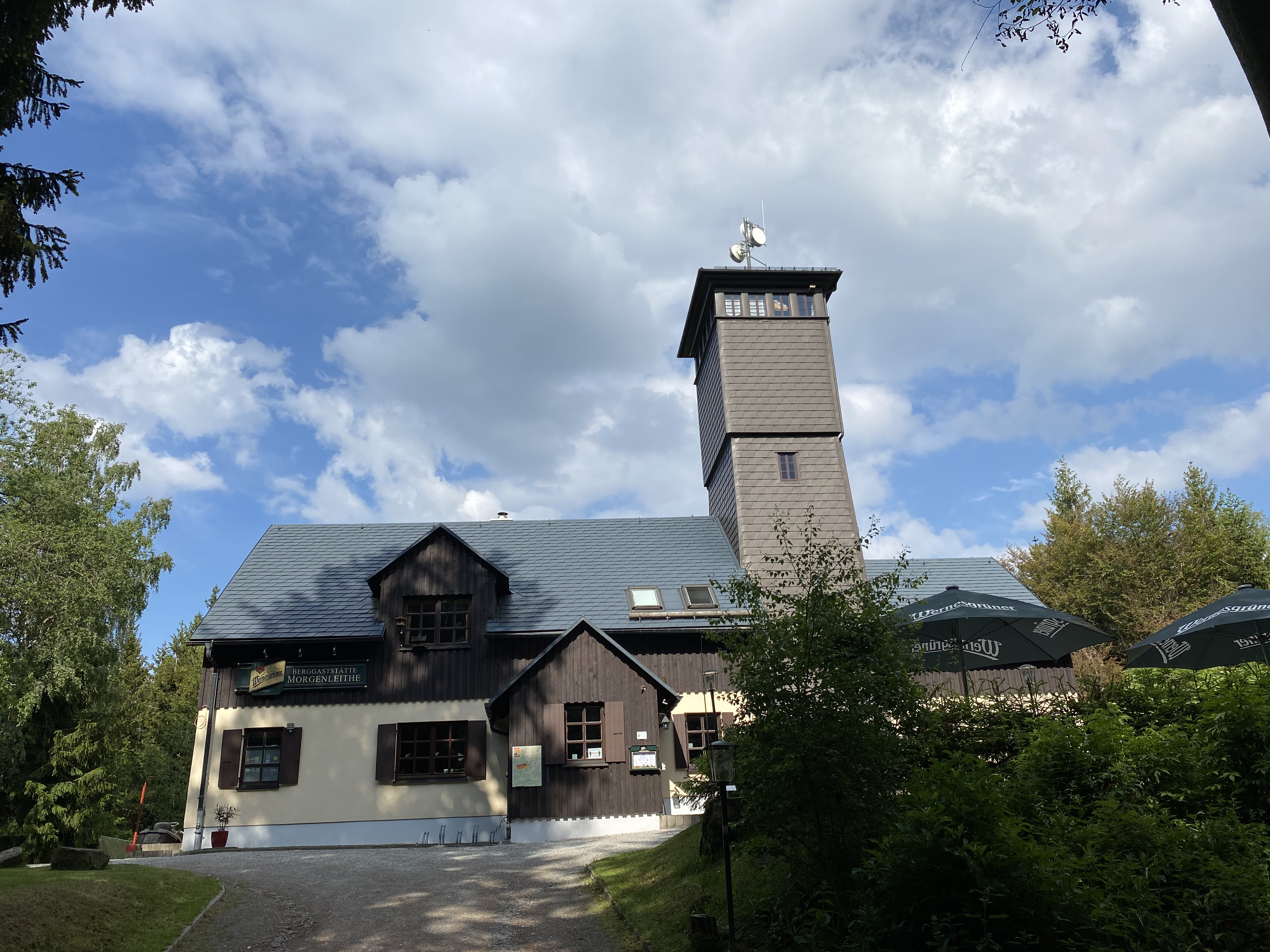
Berggaststätte mit Aussichtsturm (2020)

Die Morgenleithe ist ein Berg mit Doppelgipfel im sächsischen Erzgebirge mit 811,6 m ü. NHN Höhe.

## Geografie
Der Berg liegt auf dem Gebiet der Stadt Lauter-Bernsbach an den Gemeindegrenzen zu Schwarzenberg und Bockau direkt am Europäischen Fernwanderweg E3 und am Bergwanderweg Eisenach–Budapest.

## Entstehung des Namens
Der Name der Morgenleithe leitet sich, wie auch andere Ortsbezeichnungen im Erzgebirge, von der Endung -leite für Hang ab, welcher hier gen Osten bzw. Morgen besonders steil abfällt.

## Tourismus
Die Morgenleithe ist ein beliebtes Wanderziel mit einem 1922 errichteten Turm, dessen Weihe durch den Mundartdichter und Bürgermeister Bruno Herrmann (1870–1927) vorgenommen wurde. 1933 entstand eine Berggaststätte. Der Aussichtsturm wurde 1955 auf 18 m erhöht.
Die Fernsicht vom Turm ist inzwischen durch dichten Hochwald stark eingeschränkt.